# 攀登難度等級
攀登難度等級指攀岩，登山和攀岩等學科中將各登山路線，簡要介紹路線的難度和危險性的等級分類系統。因登山類型和國家有不同的分級系統。

## 歷史

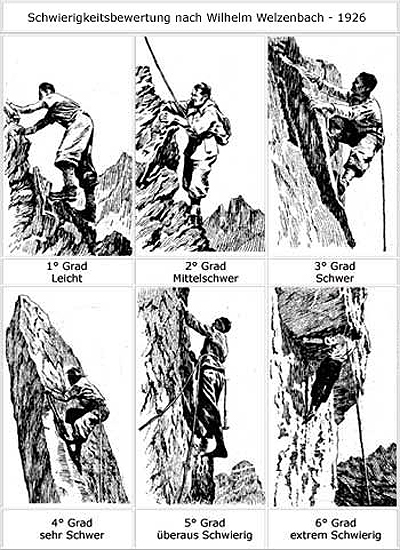
1926年的Willo Welzenbach難度分級

十九世紀晚期到二十世紀初期，英國與德國攀登界開始對攀登路線的難易度分級，英國使用文字形容難易，德國則用數字大小分級。1894年奧地利登山家Fritz Benesch (Alpinist)將攀登難度分為七個等級，1為最難，而7為最容易。1923年德國攀登家Willo Welzenbach變更這個系統將大小順序顛倒，以羅馬數字Ⅰ至Ⅵ來分級，Ⅴ為最難的等級，Ⅵ則保留給當時人類以人力不能爬上的等級，另外也使用英國形容系統來比較與描述阿爾卑斯山路線的難度。由的攀登難度系統，1935年引入法國、1937年引入美國、1947年UIAA等系統，衍生出現代各國的各種分級系統。

## 美國
1937年的攀登難度系統由山巒俱樂部引進美國，之後衍生為優勝美地十進位系統
1. 級數1：散步。
2. 級數2：健腳。
3. 級數3：簡單技巧，有時需用到雙手。
4. 級數4：手腳並用往上爬，刺激而不危險，不用繩子確保。
5. 級數5：光是手腳並用還不夠，需要點攀爬技巧，很危險，最好有繩子確保。
6. 級數6：以人力依靠手腳肢體與技術能力無法爬上，必須依賴人工裝置的協助才能爬上，即#人工攀登。

### 危險程度分級
因傳統攀登需自行架設確保點，另外也有人以確保點的架設安全來分級。
分為：S (safe, 常省略), R(risky), X(dangerous)

### 投入等級
美國國家攀登分級系統（National Climbing Classification System (NCCS)）以一般訓練有素的攀登隊伍為基準（然亦有極少數攀登菁英能在數小時內完攀等級Ⅵ的路線，例如酋長岩），將大牆攀登路線長度所須投入耗費時間，以羅馬數字分級
等級Ⅰ通常花費數小時攀登，前往容易不耗時，可能有些短程的技術難度，無複雜地形
等級Ⅱ花費約半天攀登，有些技術難度
等級Ⅲ攀登有技術的路段需耗費一天，而且平均技術難度比先前等級更難
等級Ⅳ攀登有技術的路段需耗費一整天，通常較難的繩距難度不低於5.7（YDS等級）
等級Ⅴ很長的大牆攀登，通常要一天半才能完成，在牆上露宿，更挑戰的繩距一般難度在5.8以上，只有很強的隊伍可以在一天內完攀
等級Ⅵ持續兩天以上的大牆攀登，有許多困難的長路線自由與（或）人工攀登繩距
等級Ⅶ比先前等級花費更長時間，在高山上更挑戰的長路線自由與（或）人工攀登，惡劣的氣候，在極偏遠的地方須以遠征的方式接近相當複雜的地形

## 法國
1935年的攀登難度系統引入法國。

### 法國數字系統
國際間除美國以外最普遍的攀岩難度系統。

### 國際法國形容系統
國際間高山攀登路線的難度，最普遍使用國際法國形容系統分級（International French adjectival system (IFAS)）
- F：易（facile），直接，可能是冰河接近，容易的冰雪坡度。
- PD：稍難（peu difficile），有相當海拔的較長路線，冰雪坡度最陡到45度，更複雜的冰河地形，攀爬更難些，可能需要確保，下降可能需要垂降，有較多客觀風險（例如落石、雪崩）。
- AD：夠難（assez difficile）。冰雪坡度在45-65度之間，局部攀岩難度達到UIAA Ⅲ級，但並不持續。需要確保而大量暴露的稍容易地形，有明顯客觀風險。
- D：難（difficile）。較嚴重的Ⅳ–Ⅴ級攀岩，冰雪坡度在50-70度之間，路線可能又長又持續，或者更難但是較短，有嚴重客觀風險。
- TD：很難（très difficile）。有高客觀風險的嚴重投入，持續的65-80度冰雪坡，Ⅴ–Ⅵ級攀岩，可能要人工攀登，非常長段落的困難攀登。
- ED1/2/3/4：極難（extrêmement difficile），極度的客觀風險，垂直冰壁，Ⅵ–Ⅷ級攀岩，可能有多段人工攀登繩距。原本最難路線的等級，後來有攀登家爬上比ED更難的路線就增加分級為ED2，比ED2更難就增加分級為ED3，漸漸演變成開放難度。
- ABO：不可思議（Abominablement difficile），難度與危險的極端。UIAA並不承認ABO等級，而是採用EX等級（exceptionellement difficile）描述最極端的路線

如果在該等級之中稍微困難或簡單，常會在難度標記後加上「+」或「-」，例如比「PD+」稍微困難可能會分級為「AD−」。

## 其他
其他尚有英國系統、UIAA系統、巴西系統、澳洲系統與法國系統等。

## 抱石
抱石是從攀岩運動分出成為獨立的運動，瞬間運動強度更高、路線遠比一般攀岩還短，勢必要用不同的等級系統。原本在美國，沿用YDS系統，在級數之前加上「B」代表抱石（Bouldering），例如「B5.10」。
1950年代，在運動攀登開始發展之前20年，John Gill (climber)提出了「B等級」系統，抱石運動當時尚未萌芽，為了推廣這項運動，避免造成數字等級之爭，此系統只有B1（相當於傳統攀登中的最難等級，許多人爬得上）、B2（很少人爬得上）、B3（只有一人爬得上）等三級。這是變動的系統，例如有第二個人爬得上B3的路線，就會降為B2，1968年的B2會比1958年的B2路線還難。在抱石變成一種競賽之後，此系統並未在國際間廣泛使用。

### 美國
抱石V難度系統為約翰·薛曼創立，難度從V0-開始，此系統的最難級數並沒有上限，截至2016年，最難級數達到V17。

### 楓丹白露難度系統
楓丹白露難度系統（法語：cotation de Fontainebleau，常簡稱為，英文簡稱為）是一種在法國楓丹白露森林岩場發展的抱石難度系統，隨後流傳到歐洲廣泛使用，其級數標記和主要用在運動攀登的#法國數字系統很相近，常用大寫字母如「8A」以便區分，不過運動攀登的8a會比抱石的8A感覺明顯簡單些。在法國以外的地區，常見引用法國的難度系統，在難度標示前冠以「F」代表法國，如「F 8A」。

## 比較表格

### 自由攀登
| Rock Climbing Rating Systems | Rock Climbing Rating Systems | Rock Climbing Rating Systems | Rock Climbing Rating Systems | Rock Climbing Rating Systems | Rock Climbing Rating Systems | Rock Climbing Rating Systems |
| ---------------------------- | ---------------------------- | ---------------------------- | ---------------------------- | ---------------------------- | ---------------------------- | ---------------------------- |
|                              |                              |                              |                              |                              |                              |                              |
| Sierra (USA)                 | British (UK)                 | British (UK)                 | French                       | UIAA (Central Europe)        | Australian                   | GDR (Eastern Europe)         |
|                              |                              |                              |                              |                              |                              |                              |
| 5.4                          |                              |                              |                              |                              |                              |                              |
| 5.5                          | 4a                           | VS                           |                              |                              |                              |                              |
| 5.6                          | 4b                           |                              |                              |                              |                              |                              |
| 5.7                          | 4c                           |                              |                              |                              | 15                           |                              |
| 5.8                          |                              | HVS                          | 5a                           | 6-                           | 16                           | VIIa                         |
| 5.9                          | 5a                           |                              | 5b                           | 6                            | 17                           | VIIb                         |
| 5.10a                        |                              | E1                           | 5c                           | 6+                           | 18                           | VIIc                         |
| 5.10b                        | 5b                           |                              | 6a                           |                              | 19                           |                              |
| 5.10c                        |                              | E2                           |                              | 7-                           | 20                           | VIIIa                        |
| 5.10d                        | 5c                           |                              | 6b                           | 7                            | 21                           | VIIIb                        |
| 5.11a                        |                              | E3                           |                              | 7+                           | 22                           | VIIIc                        |
| 5.11b                        |                              |                              | 6c                           |                              | 23                           |                              |
| 5.11c                        | 6a                           | E4                           |                              | 8-                           | 24                           | IXa                          |
| 5.11d                        |                              |                              | 7a                           | 8                            | 25                           | IXb                          |
| 5.12a                        |                              | E5                           |                              | 8+                           | 26                           | IXc                          |
| 5.12b                        | 6b                           |                              | 7b                           |                              |                              |                              |
| 5.12c                        |                              | E6                           |                              | 9-                           | 27                           | Xa                           |
| 5.12d                        | 6c                           |                              | 7c                           | 9                            | 28                           | Xb                           |
| 5.13a                        |                              | E7                           |                              | 9+                           | 29                           | Xc                           |
| 5.13b                        |                              |                              | 8a                           |                              |                              |                              |
| 5.13c                        | 7a                           |                              |                              | 10-                          | 30                           |                              |
| 5.13d                        |                              | E8                           | 8b                           | 10                           | 31                           |                              |
| 5.14a                        |                              |                              |                              | 10+                          | 32                           |                              |
| 5.14b                        | 7b                           |                              | 8c                           |                              |                              |                              |
| 5.14c                        |                              | E9                           |                              | 11-                          | 33                           |                              |
| 5.14d                        | 7c                           |                              | 9a                           | 11                           |                              |                              |

## 人工攀登
人工攀登是指以人力依靠手腳肢體與技術能力無法爬上，必須依賴人工裝置的協助才能爬上，即與等系統等級六的攀登。目前大家都使用同一種系統，但有很多種詮釋。
- A1: 所有的固定點都很容易放置而且牢固。
- A2: 固定點都還算牢固，但是放置不易。
- A3: 固定點放置很難，但是還是可以找到幾個牢固的固定點。
- A4: 一排固定點中有好幾個都只能勉強支撐身體的重量，千萬不要有大的墜落。
- A5: 超過20米以上的固定點都只能勉強支撐身體的重量而已，墜落就掛了。

## 使用

### 台灣
台灣最常用的難度等級為美國的系統，長路線使用優勝美地十進位系統（YDS），抱石則多是用V等級難度；關子嶺岩場由於是石灰岩岩場，路線全為運動攀登，使用法國數字系統，亦有攀岩團隊以法國數字系統的級數冠名，取名為「8a攀岩俱樂部」。

## 外部連結
- 攀岩难度等级 （页面存档备份，存于），百度百科
- 對於難度應有的認知 （页面存档备份，存于）